# Stoked - Surfisti per caso
Stoked - Surfisti per caso (Stoked) è una serie a cartoni animati del 2009 prodotta da Fresh TV. In Italia va in onda dal 21 giugno 2010 su Disney XD e Frisbee.

## Trama
La serie è ambientata in un albergo, dove sono stati assunti dei ragazzi che hanno in testa solamente il Surf. Per praticare la loro passione creeranno tantissimi guai.

## Episodi
| Stagione         | Episodi | Prima TV originale | Prima TV Italia |
| ---------------- | ------- | ------------------ | --------------- |
| Prima stagione   | 26      | 25 giugno 2009     | 21 giugno 2010  |
| Seconda stagione | 26      | 16 settembre 2010  | maggio 2011     |

## Personaggi principali
- Reef: Un ragazzo sedicenne, l'istruttore.
- Fin McCloud: Una ragazza surfista.
- Emma: Emma proviene da Calgary, Alberta, e non aveva mai fatto surf fino a quando non è entrata a far parte del Sunset Beach.
- Broseph: È un surfista esperto. È molto calmo e sa gestire facilmente ogni situazione.
- Lauren (Lo) Ridgemount: La figlia del proprietario del resort.
- Johnny: Lavora alla reception dell'albergo.
- Andrew Bummer Baumer:
- Kelly:
- Wipeout:
- Rosie:
- Tyler (Ty) Ridgemount:
- George Ridgemount:
- Sig. Ridgemount:
- Sig.ra Ridgemount:
- Kahuna:
- Capitano Ron:
- Sonny e Buster:

## Doppiatori
| Personaggio            | Doppiatore originale | Doppiatore italiano |
| ---------------------- | -------------------- | ------------------- |
| Reef                   | Terry McGurrin       | Simone D'Andrea     |
| Fin McCloud            | Katie Crown          | Debora Magnaghi     |
| Emma                   | Kristin Fairlie      | Marcella Silvestri  |
| Broseph                | Mazin Elsadig        | Federico Zanandrea  |
| Lauren 'Lo' Ridgemount | Anastasia Phillips   | Francesca Bielli    |
| Johnny                 | Arnold Pinnock       | Luca Bottale        |
| Tyler 'Ty' Ridgemount  | Jamie Spilchuk       | Renato Novara       |
| George Ridgemount      | Gage Munroe          | Stefano Pozzi       |
| Andrew “Bummer” Baumer | Corey Doran          | Lorenzo Scattorin   |
| Ripper                 | Sergio Di Zio        | Marco Pagani        |
| Lance                  | Corey Doran          | Sabrina Bonfitto    |
| Kelly                  | Lauren Lipson        | Renata Bertolas     |
| Rosie                  | Fiona Reid           | Ilaria Egitto       |
| Wipeout                | Sergio Di Zio        |                     |
| Sig. Ridgemount        | Jamie Watson         | Marco Balzarotti    |
| Sig.ra Ridgemount      | Emilie-Claire Barlow | Elisabetta Spinelli |
| Kahuna                 |                      | Diego Sabre         |